# Viaduc de la Haute-Colme
Le viaduc de la Haute-Colme est un pont à poutres, mis en service en 1993, qui permet à la ligne LGV Nord-Europe de franchir le fleuve Aa, le canal de la Haute-Colme et les routes départementales 346 et 600. Il est implanté sur les communes françaises de Watten, Holque et Ruminghem.

## Caractéristiques
Ce viaduc est long de 1 827 mètres, ce qui en fait le septième pont-rail le plus long de France.
Il s’agit d’un pont bi-poutre à ossature mixte, c’est-à-dire à poutres en métal et dalle en béton. Il comporte 48 travées dont la plus longue a 65 mètres de portée.
Les poutres métalliques, de 2,5 mètres de hauteur, sont reliées entre elles en partie inférieure par des contreventements horizontaux de façon à donner la raideur en torsion qui est nécessaire pour ce genre de tablier supportant des trains à très grande vitesse.

## Acteurs
La SNCF a assuré la maîtrise d’ouvrage et la maîtrise d’œuvre.
Les entreprises SOGEA, Richard-Ducros et Baudin-Châteauneuf en ont assuré la construction.